# Eilandsraadverkiezingen Curaçao 2010
Op 27 augustus 2010 vonden in Curaçao verkiezingen plaats voor de eilandsraad van Curaçao. Deze verkiezingen waren nodig omdat de Eilandsraad van Curaçao de nieuwe Staatsregeling van Curaçao niet met een tweederdemeerderheid had aangenomen. Voordat de grondwet in tweede instantie met een gewone meerderheid kon worden aangenomen waren, conform het Statuut voor het Koninkrijk der Nederlanden, nieuwe verkiezingen nodig.
Na de opheffing van de Nederlandse Antillen op 10 oktober 2010 werden de gekozen leden van de Eilandsraad automatisch de leden van de Staten van Curaçao.

## Systematiek
De 21 zetels in de Staten worden gekozen door middel van het systeem van evenredige vertegenwoordiging. Partijen die al in de Staten vertegenwoordigd zijn, worden toegelaten tot de volgende verkiezingen. Nieuwe partijen moeten voordien bij ondersteuningsverkiezingen een kiesdrempel overschrijden. Deze drempel is wettelijk vastgelegd op 1% van het aantal geldige stemmen bij de vorige verkiezingen.

## Ondersteuningsverkiezingen
Op 17 en 18 juli 2010 werden ondersteuningsverkiezingen gehouden. Hieraan namen vijf partijen deel, waarvan drie de kiesdrempel van 745 stemmen behaalden.

## Deelnemende partijen
| Lijst | Partij          | Lijsttrekker            |
| ----- | --------------- | ----------------------- |
| 1     | Partido Laboral | Errol Goeloe            |
| 2     | Frente Obrero   | Anthony Godett          |
| 3     | MFK             | Gerrit Schotte          |
| 4     | NPA             | Carlos Monk             |
| 5     | PAIS            | Alex Rosaria            |
| 6     | PAR             | Emily de Jongh-Elhage   |
| 7     | D.P.            | Norberto Vieira Ribeiro |
| 8     | Pueblo Soberano | Helmin Wiels            |
| 9     | MAN             | Eunice Eisden           |
| 10    | PNP             | Humphrey Davelaar       |

## Uitslag
De uitslag werd bekendgemaakt door het Hoofdstembureau Curaçao.

### Opkomst
|                          | 2007    | 2007      | 2010    | 2010  |
| # stemmen                | %       | # stemmen | %       |       |
| ------------------------ | ------- | --------- | ------- | ----- |
| Kiesgerechtigden         | 112.541 |           | 114.828 |       |
| Niet opgekomen           | 37.628  | 33,43     | 39.257  | 34,19 |
| Opkomst                  | 74.913  | 66,57     | 75.571  | 65,81 |
| Blanco/ongeldige stemmen | 469     | 0,63      | 1.231   | 1,63  |
| Geldige stemmen          | 74.444  | 99,37     | 74.340  | 98,37 |

### Stemmen en zetelverdeling
| Partij                   | 2007      | 2007  | 2007   | 2010      | 2010  | 2010   | verschil | verschil |
| Partij                   | # stemmen | %     | zetels | # stemmen | %     | zetels | %        | zetels   |
| ------------------------ | --------- | ----- | ------ | --------- | ----- | ------ | -------- | -------- |
| PAR                      | 20.862    | 28,02 | 7      | 22.474    | 30,23 | 8      | +2,21    | +1       |
| MFK                      | -         | -     | -      | 15.953    | 21,46 | 5      | +21,46   | +5       |
| Pueblo Soberano          | 5.494     | 7,38  | 1      | 13.886    | 18,68 | 4      | +11,30   | +3       |
| MAN                      | 13.923    | 18,70 | 5      | 6.531     | 8,79  | 2      | -9,91    | -3       |
| Frente Obrero            | 7.648     | 10,27 | 2      | 4.813     | 6,47  | 1      | -3,80    | -1       |
| PNP                      | 7.558     | 10,15 | 2      | 4.588     | 6,17  | 1      | -3,98    | -1       |
| D.P.                     | 3.813     | 5,12  | 1      | 3.048     | 4,10  | 0      | -1,02    | -1       |
| PAIS                     | -         | -     | -      | 2.202     | 2,96  | 0      | +2,96    | 0        |
| Partido Laboral          | -         | -     | -      | 509       | 0,68  | 0      | +0,68    | 0        |
| NPA                      | 6.304     | 8,47  | 2      | 336       | 0,45  | 0      | -8,02    | -2       |
| Forsa Kòrsou             | 4.932     | 6,63  | 1      | -         | -     | -      | -6,63    | -1       |
| overige partijen in 2007 | 3.910     | 5,26  | 0      | -         | -     | -      | -5,26    | 0        |
| Totaal                   | 74.444    | 100   | 21     | 74.340    | 100   | 21     |          | 0        |

## Coalitie
Hoewel PAR een zetel gewonnen had, verloor de coalitie haar meerderheid. MFK vormde vervolgens een coalitie met MAN en Pueblo Soberano. Op 10 oktober 2010 werd Schotte de eerste premier van Curaçao.

## Einde zittingsperiode
De zittingsperiode van de Staten eindigde op 1 november 2012, nadat door de val van het kabinet-Schotte op 19 oktober 2012 tussentijdse verkiezingen gehouden waren.